# Västberga allébro

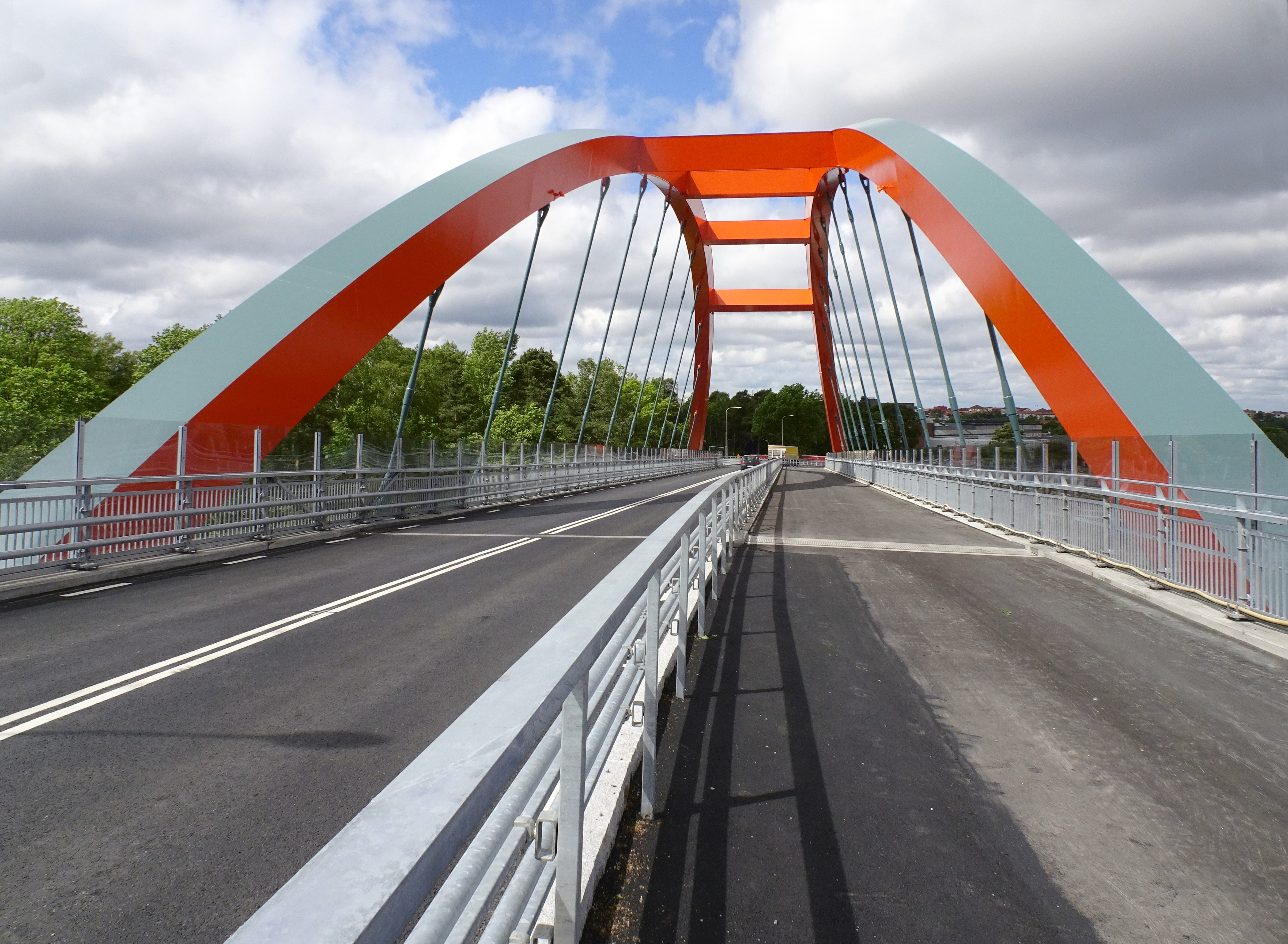
Västberga allés bågbro från öster, 2017.

Västberga allébro (namnet är inte officiellt) är en vägbro för Västberga allé över bangården i Västberga industriområde i södra Stockholm. På platsen har det funnits två broar innan den nuvarande byggdes. Den första bron över stambanan var en bågbro i betong som uppfördes omkring 1910. I maj 2017 invigdes en ny bågbro, denna gång i stål. Den ersatte en tidigare konstruktion från 1961.

## Historik

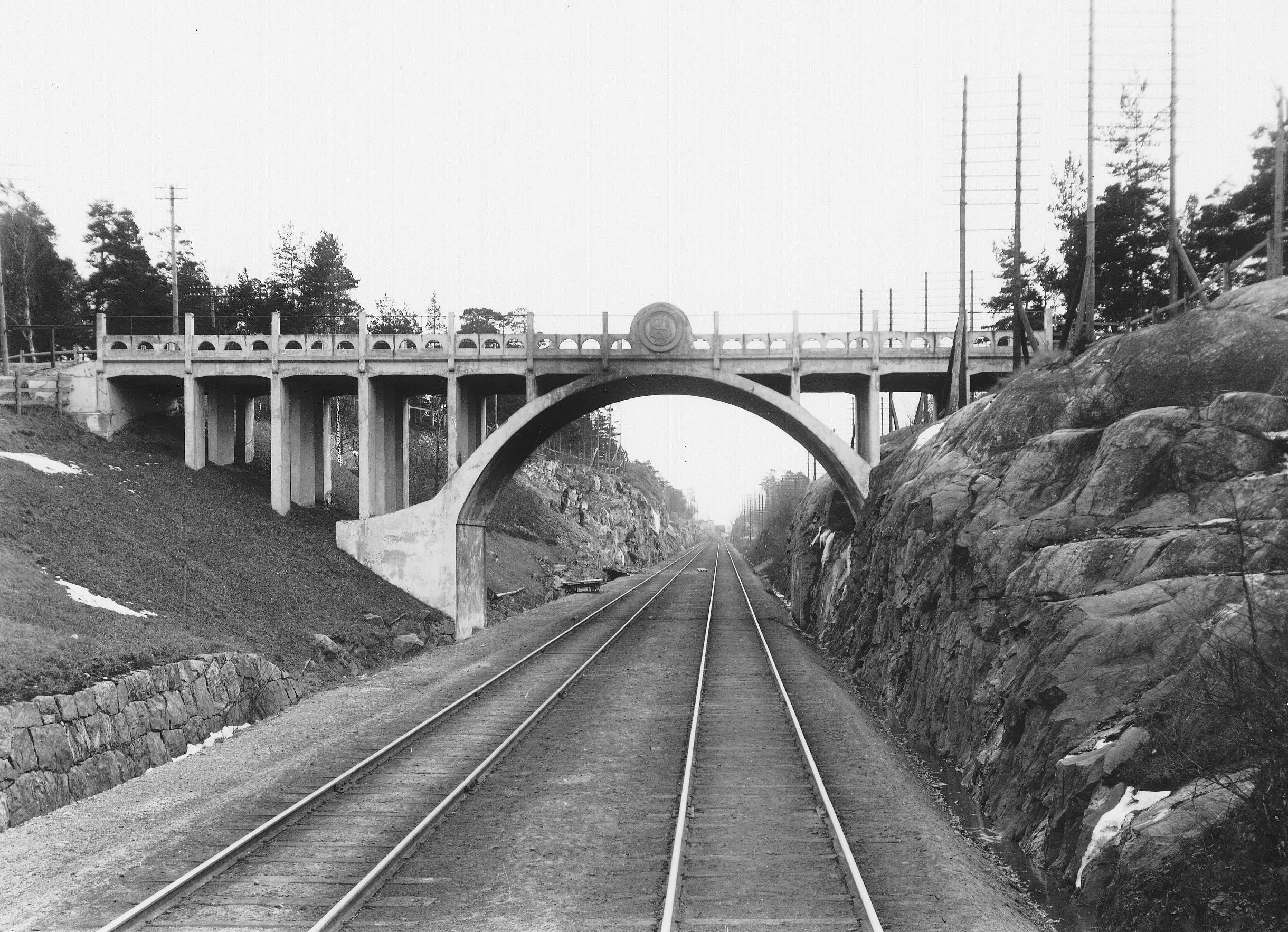
Den första bågbron, byggd omkring 1910.

Den 1 december 1860 invigdes Västra stambanan, vars spår gick över dagens Västberga allé som då var en enkel landsväg mot Liseberg och vidare till Örby och Brännkyrka kyrka. Intill övergångsstället anlades i slutet av 1800-talet Brännkyrka nya begravningsplats som en utökning av Brännkyrka kyrkas kyrkogård. En första bro över järnvägen byggdes på 1910-talet, det var en tidig bågbro i betong och troligen den första i sitt slag i Stockholmsregionen.
År 1961 anlades en ny betongbro över stambanans bangård, vilken ersatte den förutvarande, numera bristfälliga bron. Den nya bron blev omkring 90 meter lång och lades diagonalt över järnvägsområdet i ett läge söder om den ursprungliga och möjliggjorde utökning av spårområdet österut. Brobanan bars upp av sex slanka betongpelare placerade i två grupper om tre pelare. Den västra pelargruppen stod mitt i spårområdet.
I öster planerades även en anslutning till den framtida Brännkyrkaleden–Salemsleden som aldrig fullbordades. Idag går här Åbyvägen. I stadsplanen (Pl. 5776 A) fastställdes även att bron och Västberga allé skulle ges en bredd av 18 meter.
Bron från 1961 trafikerades av tung trafik, personbilar, gående och cyklister. Årsdygnstrafiken, alltså den genomsnittliga trafiken per dygn under ett år är omkring 10 700 fordon, varav 13 procent är lastbilar. Gång- och cykeltrafiken på bron är närmast obefintlig. Enligt en fältstudie som Stockholms trafikkontor utförde passerade under en dag 23 fotgängare och 89 cyklister.

## Betongbro byts mot bågbro

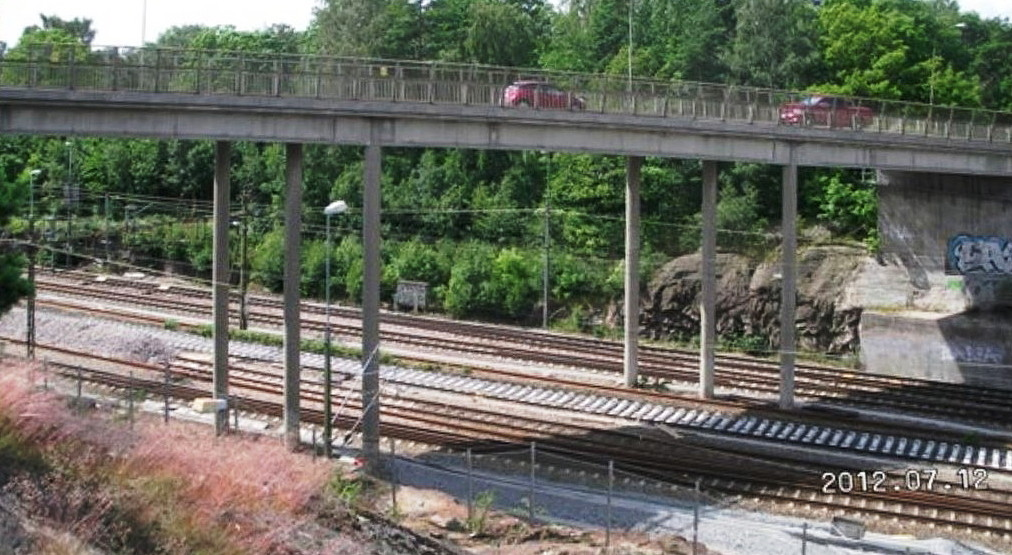
Gamla betongbron, 2012.

Konstruktionen hade efter drygt 50 år nått sin tekniska livslängd och måste därför bytas ut. Trafikkontoret ansåg även att de oskyddade bropelarna mitt i bangården utgjorde en säkerhetsrisk. Under bron passerar sju järnvägsspår och en järnvägstunnel ligger under östra brofäste. Ett urspårat tåg eller en utstickande last kunde lätt skada en eller flera betongpelare med en allvarlig olycka till följd. 
Trafik- och renhållningsnämnden fattade i maj 2013 utredningsbeslut om byte av bro för Västberga allé. I november 2015 började byggarbetena med en ny, cirka 100 meter lång, pelarfri bågbro som skulle ersätta den gamla. Trafiken hänvisades norrut mot Essingeleden eller söderut via Götalandsviadukten. Bron förtillverkades i små sektioner som hopfogas till några större enheter vid sidan av vägen. Under nätterna, då järnvägen hölls avstängd några timmar, lyftes sedan brodelarna ut och fogades samman. Samtidigt byggdes en ny 40 meter lång gång- och cykelbro över Åbyvägen medan fordonsbron över Åbyvägen inte berördes. Gång- och cykelbron monterades ihop i sin helhet och lyftes sedan på plats.
De nya broarna öppnade för trafik i slutet av maj 2017. Vägbron har en bredare gång- och cykelbana som är separerad från fordonstrafiken. Beställare var Stockholms stad och för utformningen stod GWSK Arkitekter. Entreprenör var tyska Hochtief. Brokonstruktörer var ELU konsult (Vägbro) och WSP (Gång- och cykelbro). Stålkonstruktionerna tillverkades vid Vistal Gruppens verkstäder i Gdynia och Bialystok i Polen. Företaget stod även för monteringen med kranar och "tunga lyft" av bågens sektioner och av gång- och cykelbron. Brobågarna har en iögonfallande effektmålning i orange och blågrå kulör och belyses på natten. Båda broarna kostade 197 miljoner kronor att bygga, det var 47 miljoner kronor mer än ursprungligen planerad.

## Bilder, bron

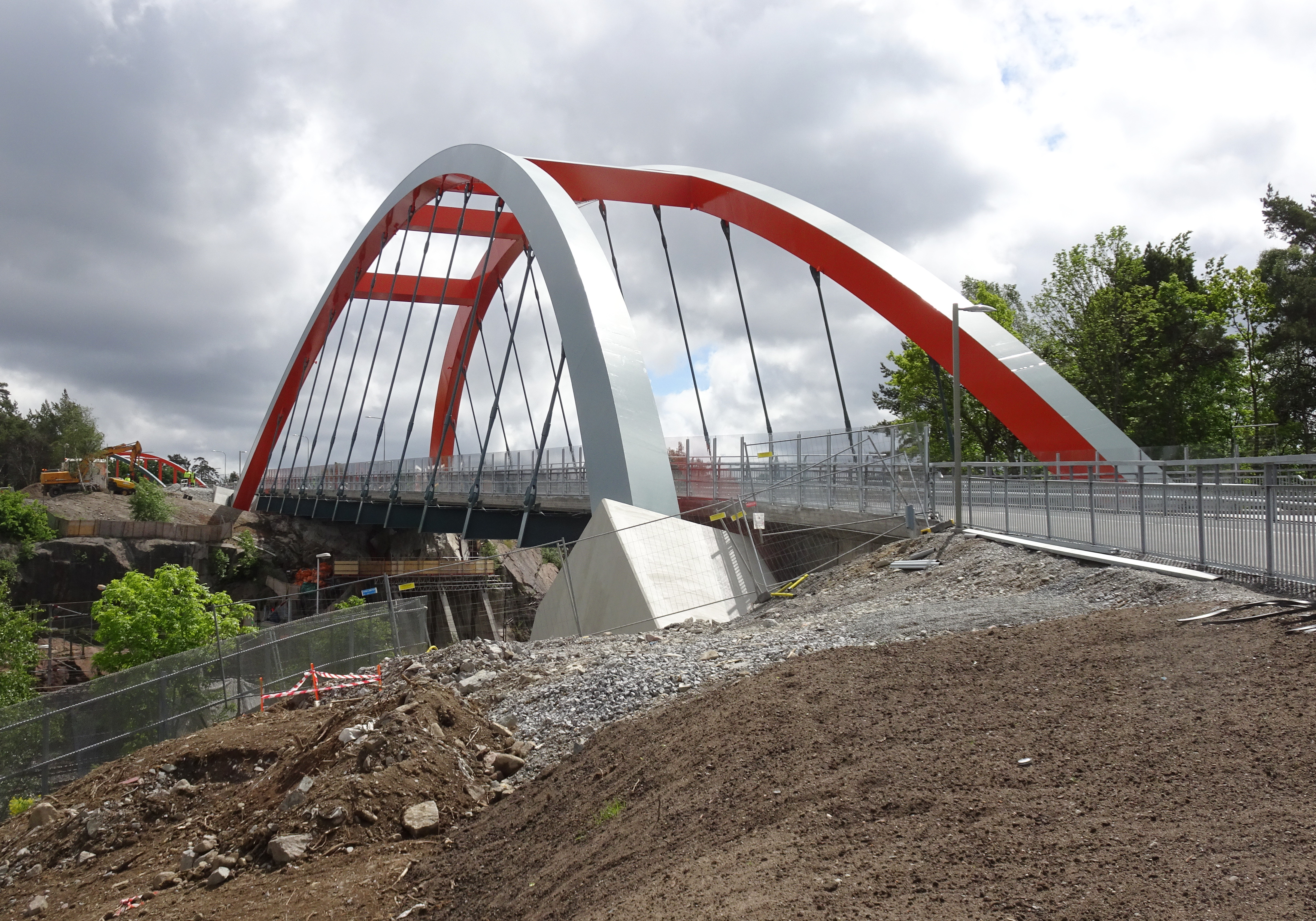
Västberga allébro från väster.
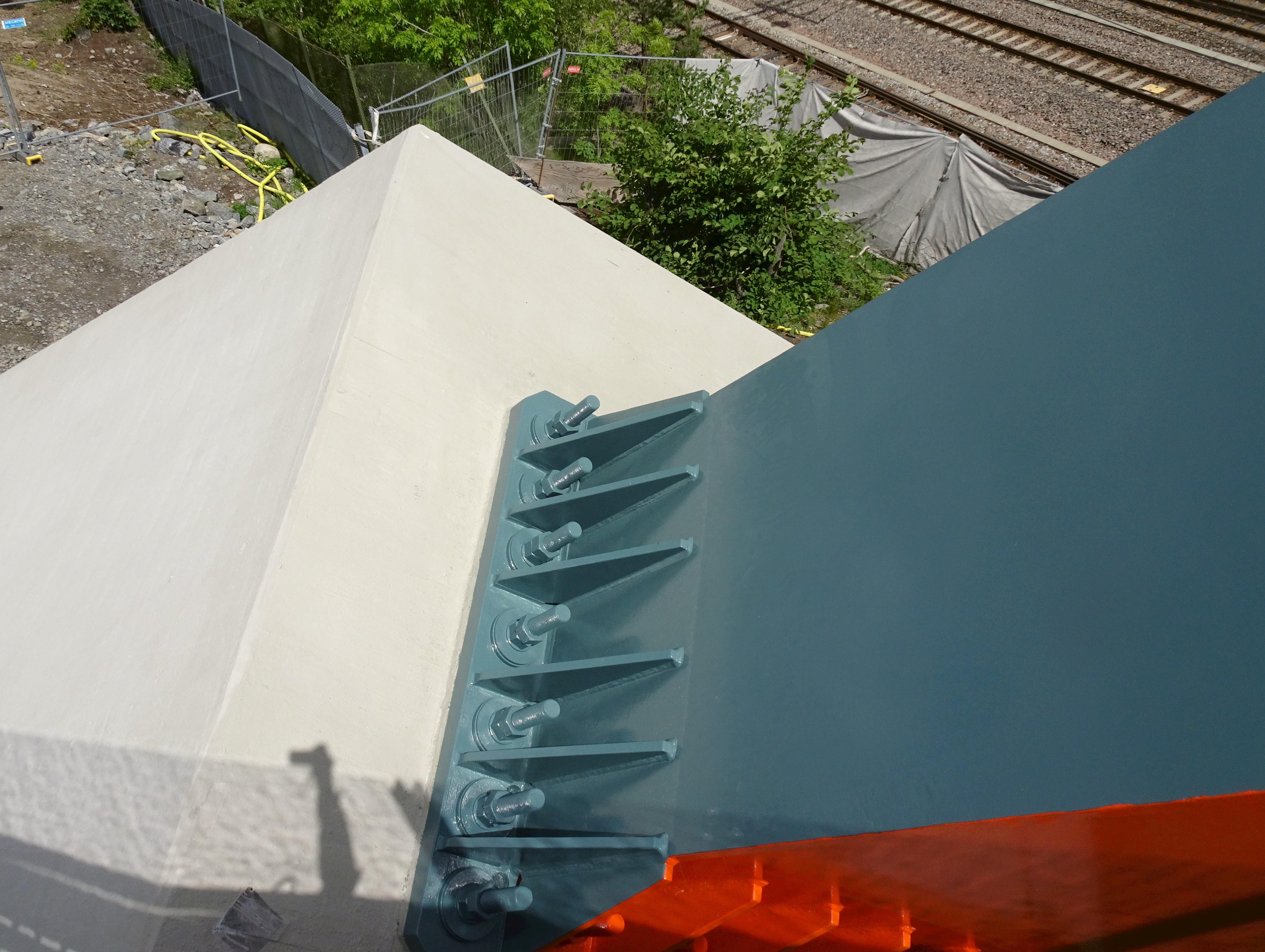
Brobågens upplag.
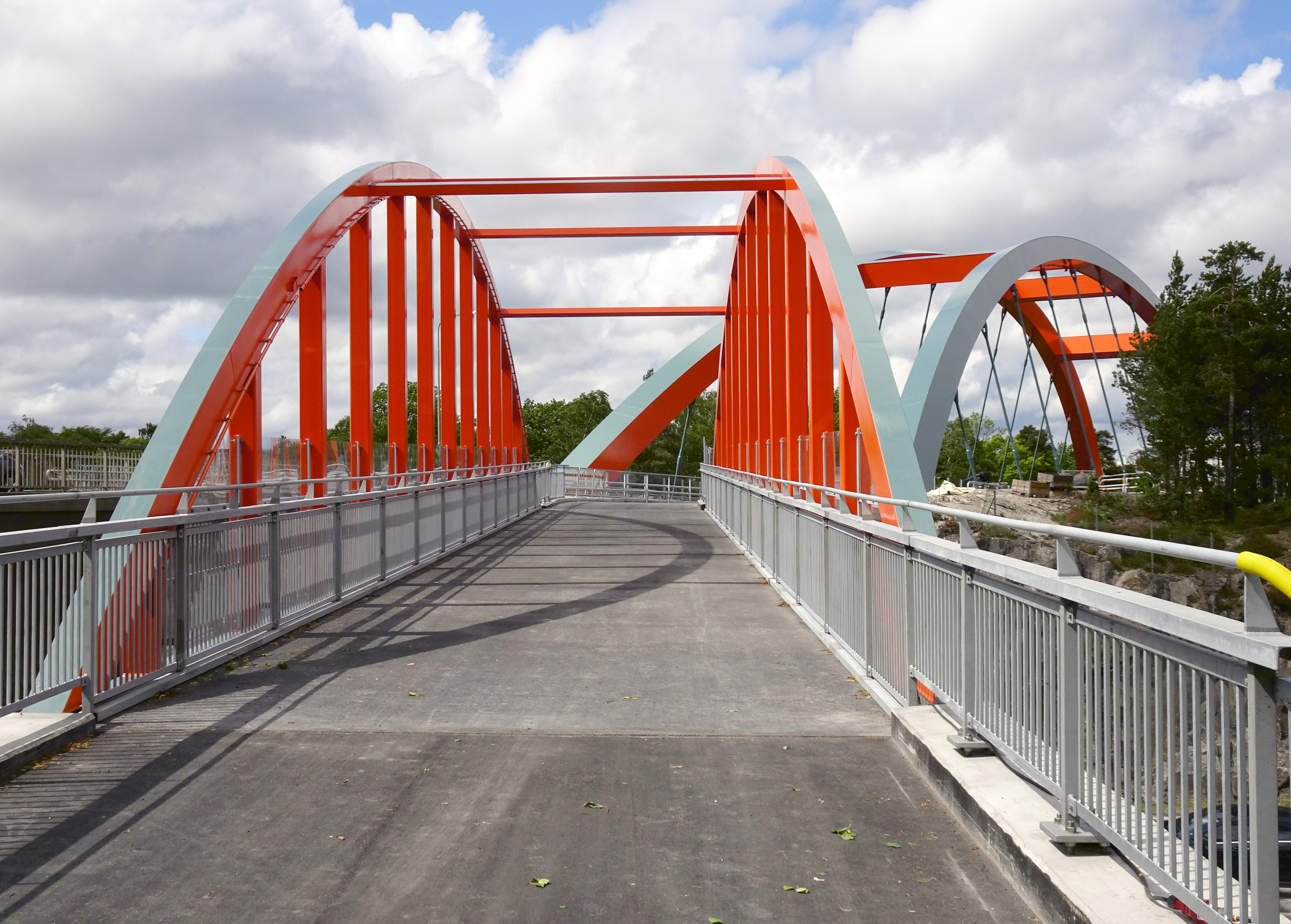
Gång- och cykelbron med fordonsbron i bakgrunden.
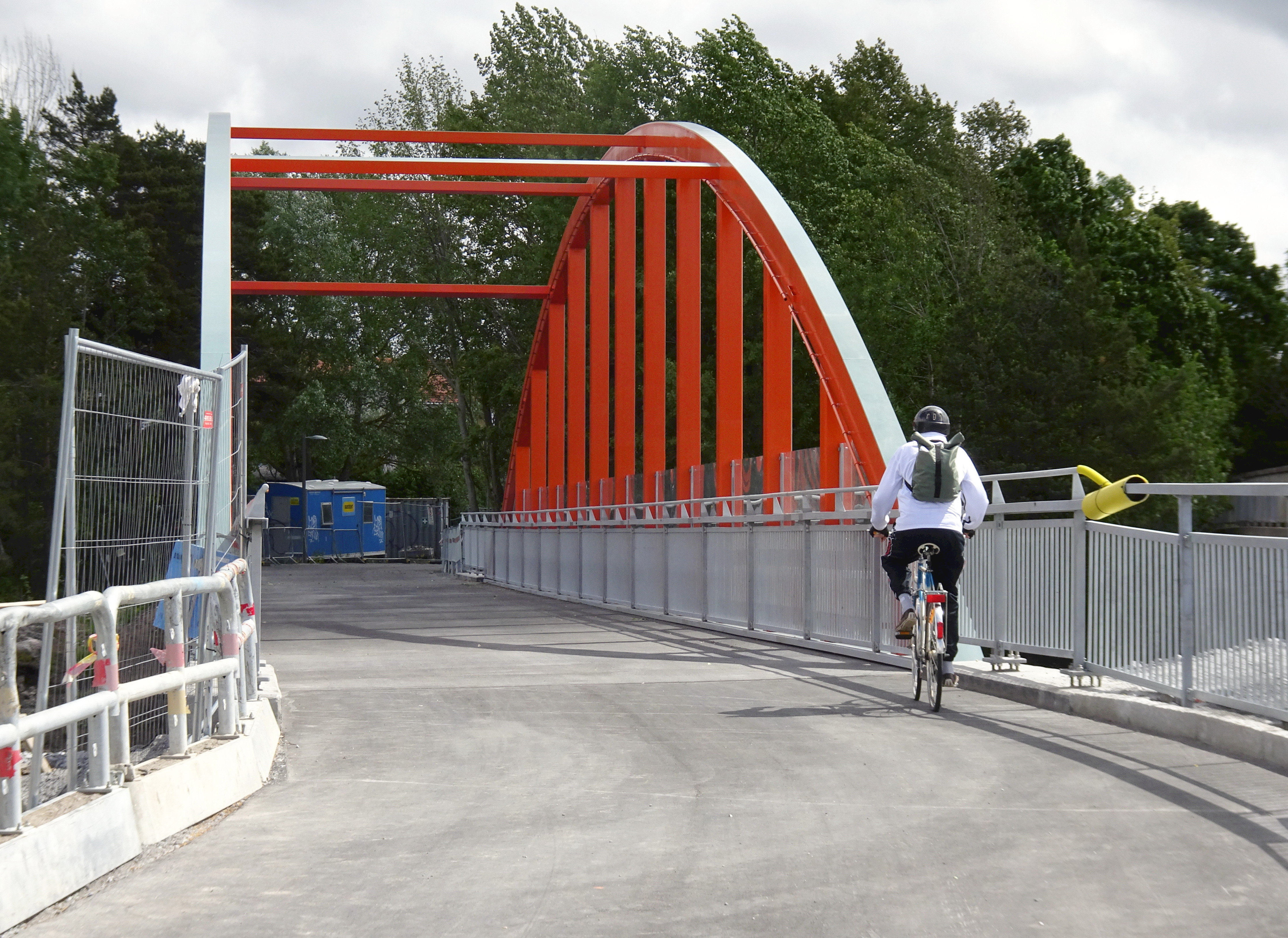
Gång- och cykelbron från väster.